# Zalánpatak
Zalánpatak (románul Valea Zălanului, korábban Glaserei, németül Zalaner Glashütte) falu Romániában, Erdélyben, Kovászna megyében.

## Fekvése
Sepsiszentgyörgytől 23 km-re északra, a 12-es országos főúttól 12 km-re nyugatra, a Baróti-hegység belsejében az Iván- és Tekse-pataka mellett fekszik.

## Története
Az 1680-as években a korábban Egyedmezejének nevezett helyen gr. Kálnoky Sámuel egy üveghutát (üvegcsűrt) épített Zalán falu erdőbirtokán, melyet zaláni üvegcsűrnek (németül Zalaner Glashüttenek) is neveztek.
Római katolikus temploma 1863-ban épült a Kisboldogasszony tiszteletére. Határában számos ásványvízforrás buzog fel.
1910-ben 344, 1992-ben 189, túlnyomórészt magyar lakosa volt.
A trianoni békeszerződésig Háromszék vármegye Miklósvári járásához tartozott.
A 2002-es népszámláláskor 149 lakosa közül 146 fő (98%) magyar volt.
2010-ben Zalánpatakon birtokot alakított ki Károly walesi herceg, ahol minden évben eltölt néhány napot.